# Stazione di Offida-Castel di Lama
La stazione di Offida-Castel di Lama è una stazione ferroviaria posta sulla linea Ascoli Piceno-San Benedetto del Tronto. Situata a Villa Sant'Antonio frazione del comune di Ascoli Piceno, serve principalmente la frazione stessa e i centri abitati di Castel di Lama e Offida.